# Свинцеві білила
Свинце́ві біли́ла — біла мінеральна фарба на основі свинцю. В різні часи й в різних країнах для свинцевих карбонатних білил існували назви: Шифервайс, Церусса, Сріблясті, Англійські, Кремські (кремницькі), Венеційські, Генуезькі, Гамбурзькі, Голландські, Клагенфуртські білила, Перльвайс, Чисті свинцеві білила, Свинцевий білий, Срібна піна, Псімітіон та ін. Свинцеві білила (осно́вний карбонат свинцю) — сіль 2PbCO3·Pb(OH)2 і відрізняються своїм білим кольором та високою покривною здатністю, тому цей пігмент дуже популярний. Найкращі пігментні властивості проявляють при змішанні у співвідношенні 2:1 (карбонат/гідроксид). Відмулюються.

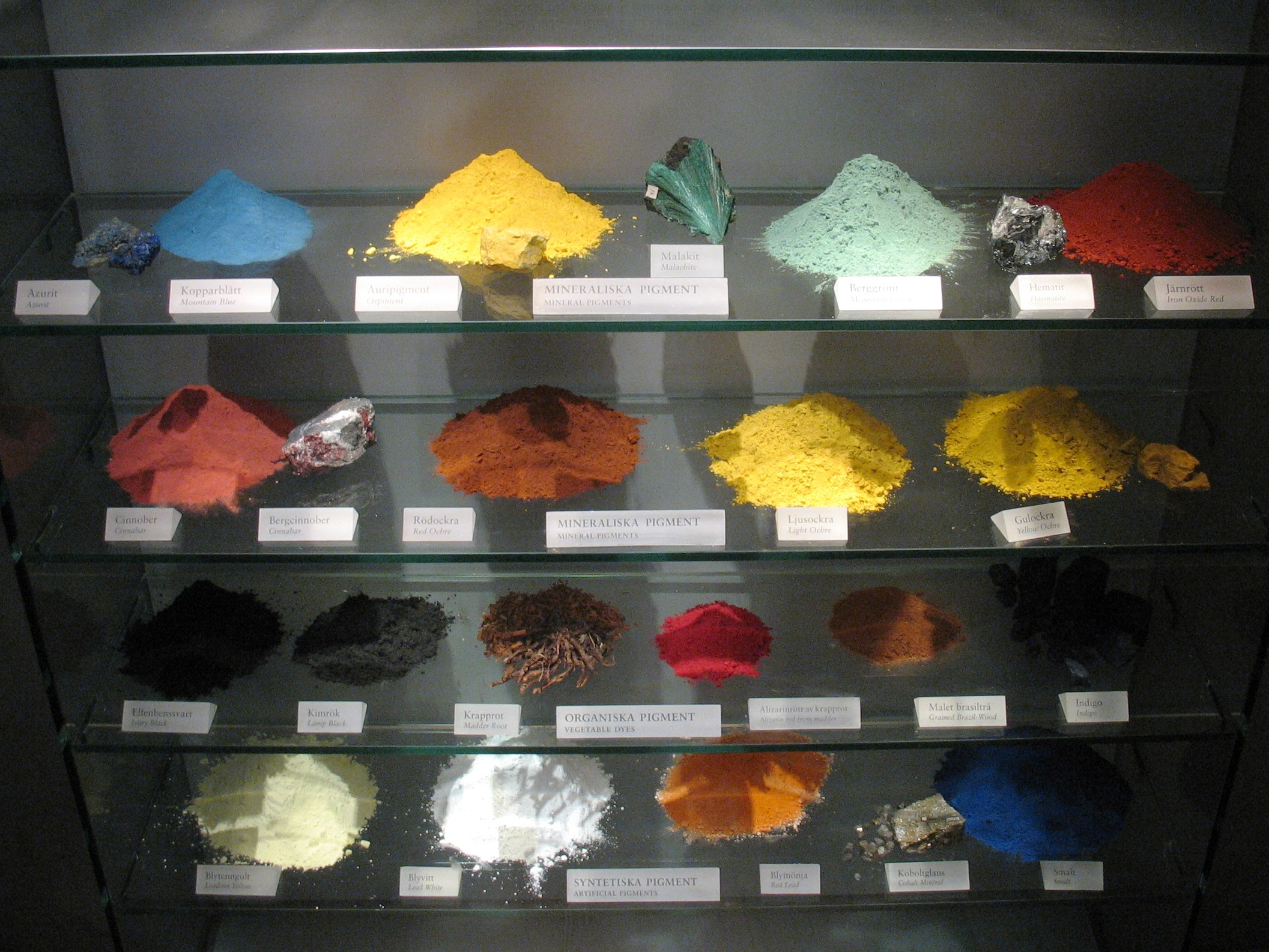
Кольорові пігменти, які використовувалися для оздоблення військових кораблів 17 століття. Виставка в Музеї Васа в Стокгольмі. Свинцеві білила — другі зліва в нижньому ряду.

На повітрі дуже повільно реагує з сірководнем, який часто міститься в забрудненій атмосфері, при цьому утворюється сульфід свинцю (II) чорного кольору, що зумовлює поступове тьміння деяких творів мистецтва:
{\displaystyle \mathrm {[Pb(OH)]_{2}CO_{3}+2H_{2}S=2PbS+CO_{2}\uparrow +3H_{2}O} }
Однак при обробці старої картини, написаної з використанням свинцевих білил, пероксидом водню відбувається окислення сульфіду свинцю до сульфату свинцю (II) білого кольору. Завдяки цій реакції відбувається відновлення картин, виконаних олійними фарбами.
{\displaystyle \mathrm {PbS+4H_{2}O_{2}=PbSO_{4}+4H_{2}O} }
Свинцеві білила надзвичайно токсичні. Попадання усередину навіть 10 мг чистого свинцю здатне привести до незворотних ушкоджень головного мозку. Використання свинцевих білил заборонено в більшості розвинених країн світу, в тому числі й в Україні.

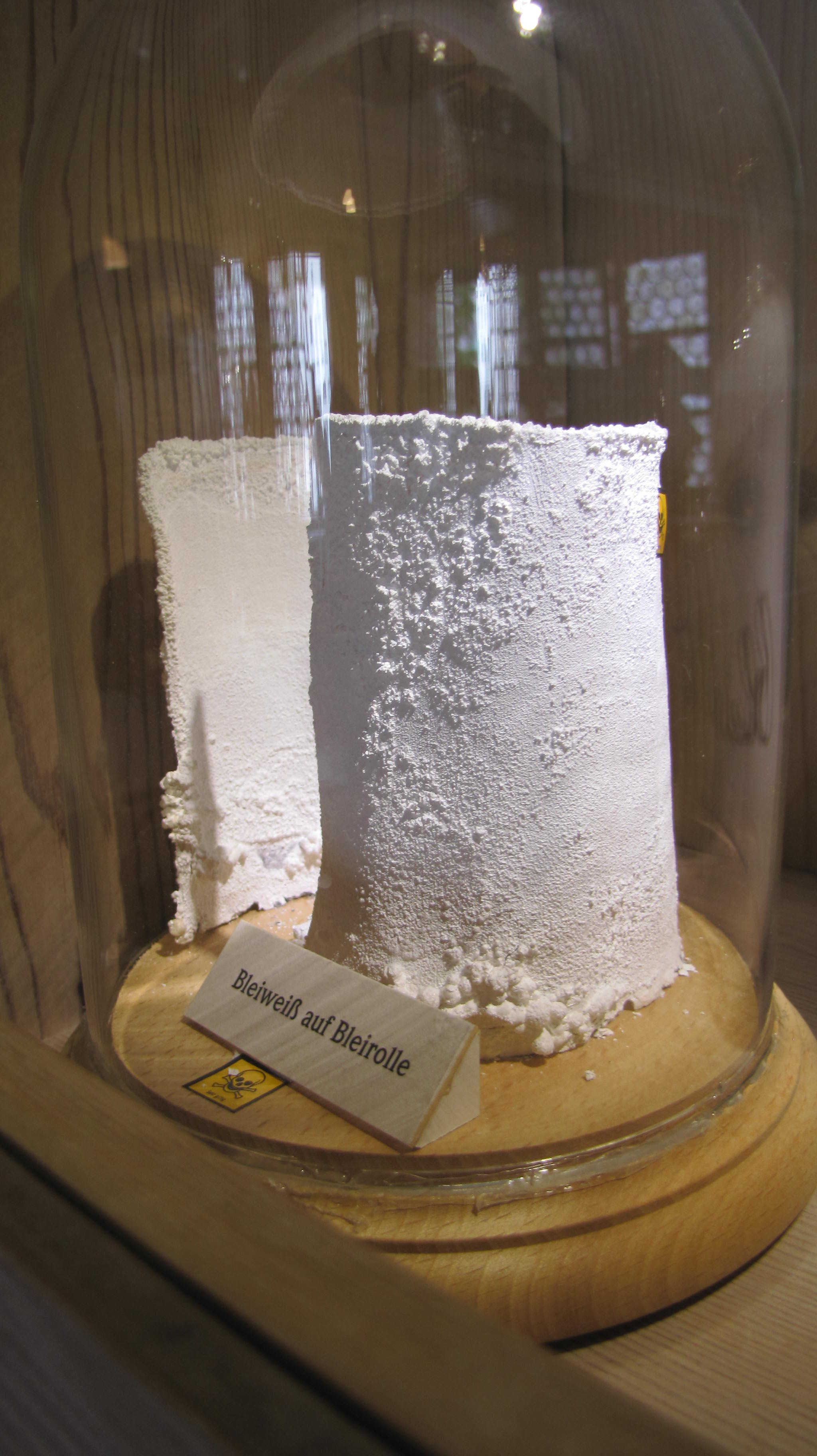
Пігмент, утворений на свинцевому рулоні

## Товарознавство білил на початок XX століття
Далеко не всі готові свинцеві білила мали однаково білий колір і однакову покривну здатність. Остання, мабуть, залежить від вмісту гідроксиду свинцю; з його збільшенням (до певної межі) збільшується і покривна здатність. Свинцеві білила дуже часто фальсифікувалися (наприклад, крейдою, гіпсом) і змішувалися з іншими білилами, наприклад, баритовими білилами, сульфатом свинцю, карбонатом барію та іншими. Суміші свинцевих білил з важким шпатом (сульфатом барію) при 50 % вмісту останнього називаються венеціанськими білилами, при вмісті 66 % — гамбурзькими, і при 75 % — голландськими білилами.
Серйозним недоліком свинцевих білил є те, що вони легко чорніють під впливом сірководню, а також при використанні разом з сульфідними пігментами, утворюючи сульфід свинцю.

## Властивості
- Показник заломлення, nD 1,94–2,09
- Густина, кг/м³ 6400–6800
- Питома поверхня, м²/г 1,25
- Об'ємна щільність, л/кг 2,5
- Розмір частинок, мкм 0,5–1,25
- рН водної суспензії, не нижче 6,5
- Покривна здатність, г/м² 160–200
- Білизна, ум. од. 95

## Виготовлення
Свинцева білила в природі міститься в мінералі гідроцерусит. Гідроцерусит видобували в Південній Європі, Месопотамії та Єгипті ще в 4000 році до нашої ери. Пігмент також можна одержати синтетичним шляхом, роз'їдаючи свинцеву стружку оцтом для отримання ацетату свинцю, а потім вводячи вуглекислий газ для отримання основного карбонату свинцю. Римський історик Пліній (I ст. н. е.) повідомляв, що ця фарба утворювалася під «дією гострого оцту на дрібні свинцеві ошурки». Де саме і коли це було вперше виготовлено, обговорюється, але найраніший відомий приклад використання свинцевих білил був знайдений у північно-східному Китаї, датований приблизно VII століттям до нашої ери. З 5 століття до н. е. єгипетські, грецькі та римські майстри у великих кількостях виробляли синтетичне білило. 

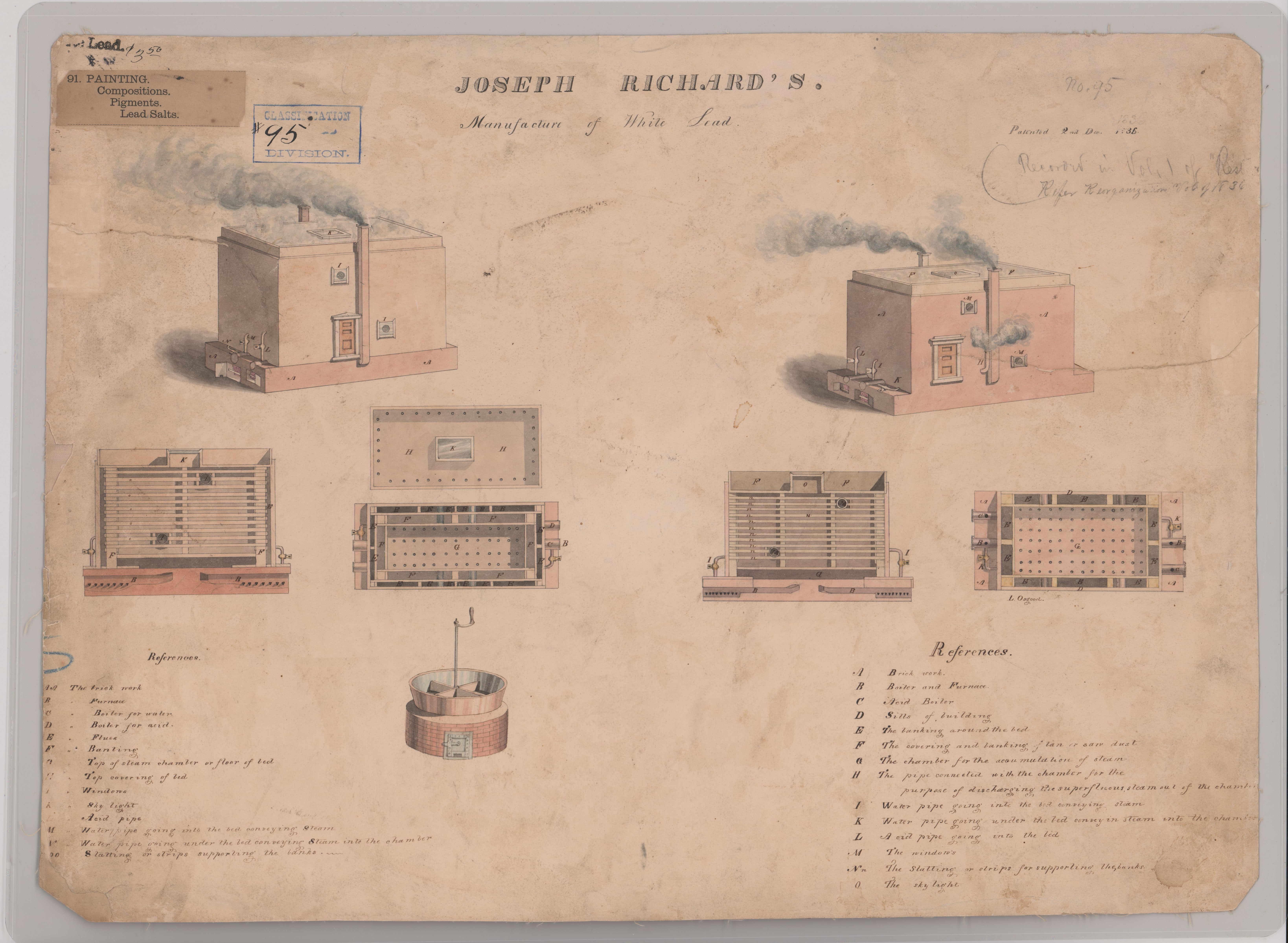
Виробництво свинцевих білил Джозефа Річарда

Голландський спосіб (найстаріший) приготування білил  такий: тонкі свинцеві листи, згорнуті в спіраль, поміщаються в глиняні горшки, покриті всередині поливою, на дно яких налито трохи оцтової кислоти. Горщики закриваються свинцевими пластинками, поміщаються в кілька поверхів один на іншому і закопуються в кінський гній. Вуглекислий газ, що виділяється при гнитті фекалій, разом з оцтовою кислотою зумовлює перетворення металевого свинцю в осно́вний карбонат, унаслідок чого на поверхні свинцю утворюється білий наліт. Цей наліт зчищається, висушується, подрібнюється й відмулюється.
Німецький спосіб приготування білил схожий на голландський, але в ньому замість горщиків використовуються камери, в які завішували свинцеві листи, і куди запускають спершу пари оцтової кислоти, а потім вуглекислого газу. Коли на аркушах з'являється достатній шар білил, то листи виймають; отриманий наліт обробляють, так само як і в голландському способі.
За англійським способом свинець перетворюється спершу в гліт, який змішується з 1 % розчином ацетату свинцю до однорідного тіста і через приготовану масу, яку протягують крізь закриті жолоби, пропускається струмінь вуглекислого газу.
Французький спосіб приготування полягає в тому, що струмінь вуглекислого газу направляється в розчин осно́вного ацетату свинцю, який отримується шляхом розчинення гльоту в розбавленій оцтовій кислоті; після того, як білила осядуть, їх відокремлюють від розчину і ретельно промивають. Оскільки при цьому способі не застосовуються шкідливі негігієнічні операції подрібнення і відмулювання, то він безсумнівно кращий за інші.
Основою кремницьких білил є гідрокарбонат свинцю 2PbCO3·Pb(ОН)2, проте також міститься до 10 % баритових білил BaSO4, що підвищує еластичність і стійкість фарби, але знижує її покривну здатність. Назва ж цих білил походить від топоніма Kreims (місто в Голландії).
Кашинські білила виробляли з XVII століття в місті Кашин, на гербі якого зображувалися три ступки свинцевих білил. Вони використовувалися в Російській імперії та вивозилися за кордон. Вони застосовувалися для різних робіт — зокрема, і для «іконописання».

## Білила Патінсона
Свинцеві некарбонатні білила Патінсона, ерзац звичайних свинцевих білил, готується шляхом змішування гарячого розчину хлориду свинцю з таким же об'ємом насиченої вапняної води. При цьому виділяється білий осад, склад таких білил — основний хлорид свинцю PbCl2·Pb(OH)2. Ці білила мають хорошу покривну здатність, але також в них є ледь бурий відтінок.

## Шкода для здоров'я
Свинець і багато його сполук є токсичними, тому свинцеві білила небезпечні, особливо для малярів. Україна (серед 62 країн станом на 31.12.2001) є членом конвенції Міжнародної організації праці «Про використання свинцевих білил в малярній справі», яка забороняє використання білил з вмістом свинцю понад 2 % для фарбування внутрішніх стін житлових приміщень, і забороняє проведення робіт чоловікам до 18 років і жінками будь-якого віку.

## Сучасне застосування
Через високу токсичність зараз свинцеві білила використовуються тільки для виготовлення художніх фарб. 

## Приклади використання

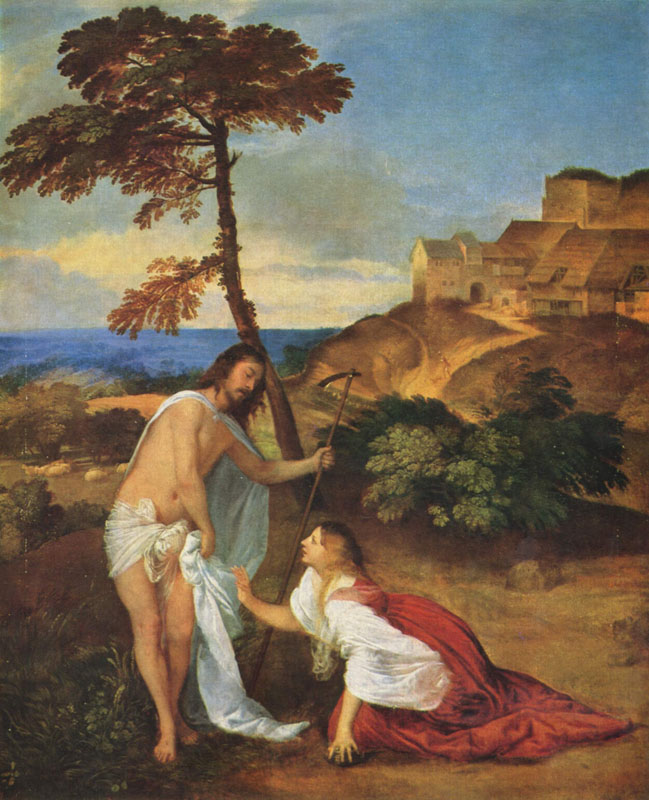
Тіціан «Не торкайся мене», близько 1512. Полотно, олія. Аналіз пігменту показує майстерну техніку живопису Тіціана. Три білих елементи одягу: набедрена пов’язка, плащаниця Христа та лляна блуза Магдалини —  виконані свинцевими білилами за використанням різних домішок та технік
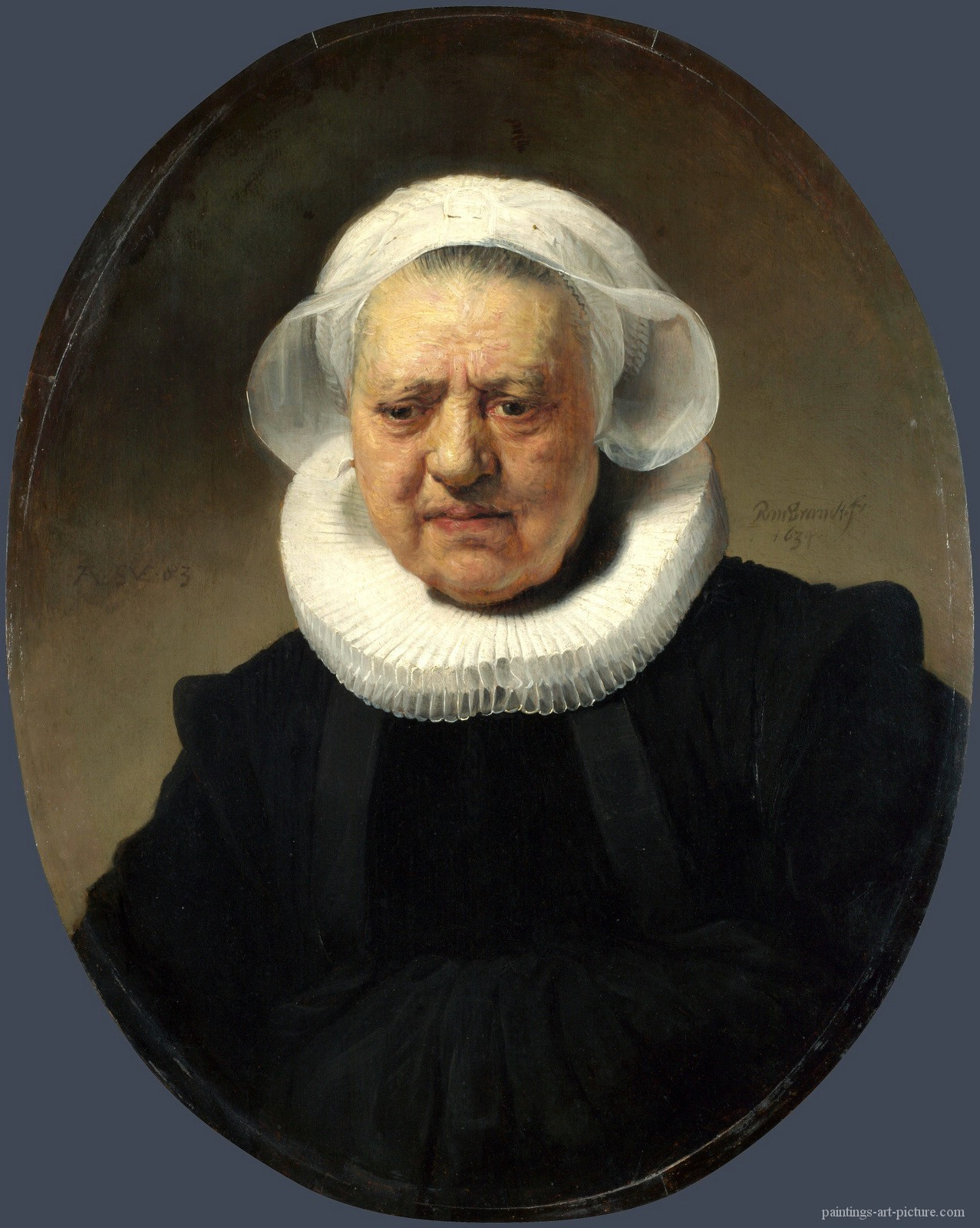
Рембрандт, Портрет Ех'є Класдр, 1634. За пігментним аналізом, заснованим на роботі вчених з Національної галереї Лондона —біла фреза (комір) та каптур виконані свинцевими білилами високої чистоти.
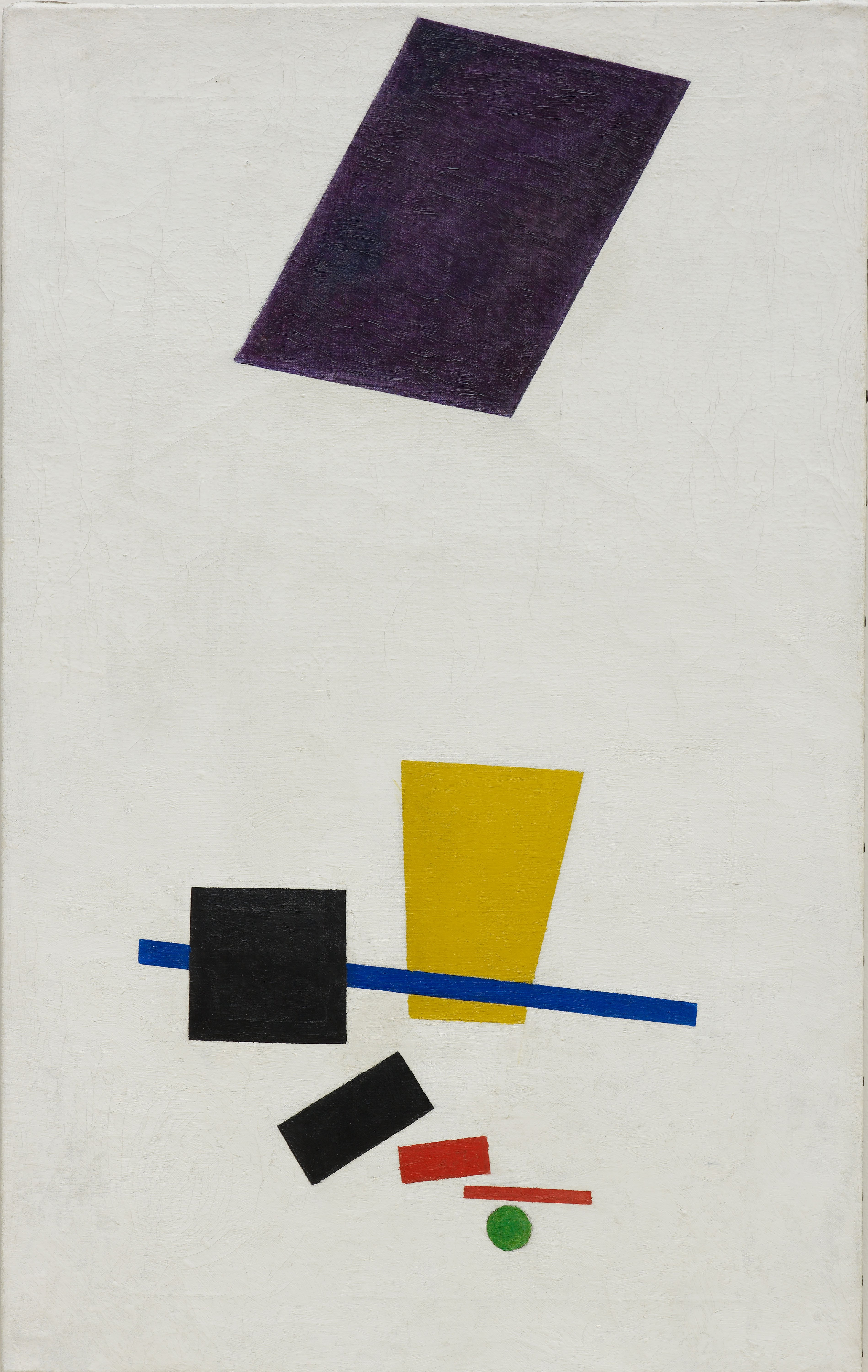
Казимир Малевич, Живописний реалізм футболіста, 1915. Смілива та динамічна композиція, яка є однією з перших і найважливіших абстрактних картин. Білі кольори виконані за допомогою свинцевих білил (фон) та цинкових білил (шари).
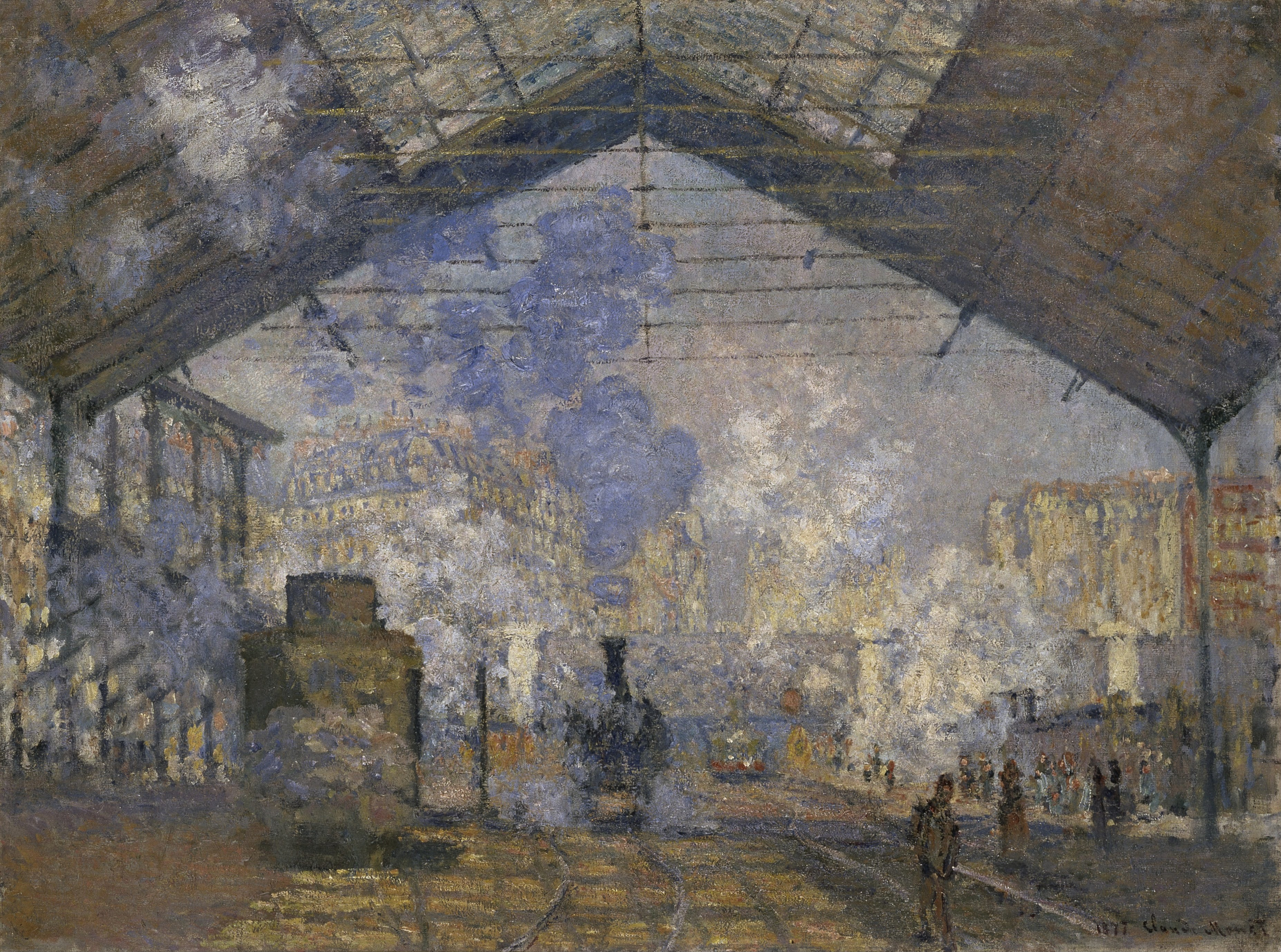
Клод Моне, Вокзал Сен-Лазар, 1877. Це одна із серії з дванадцяти картин на одну тему. Аналіз пігментів виявив особливу техніку малювання, коли Моне вибирав широкий спектр пігментів і змішував їх усі, щоб отримати загальний темний відтінок. Незначні відмінності в кольорі досягалися шляхом додавання більшої чи меншої кількості окремих пігментів. Білі парові хмари виконані чистими свинцевими білилами.
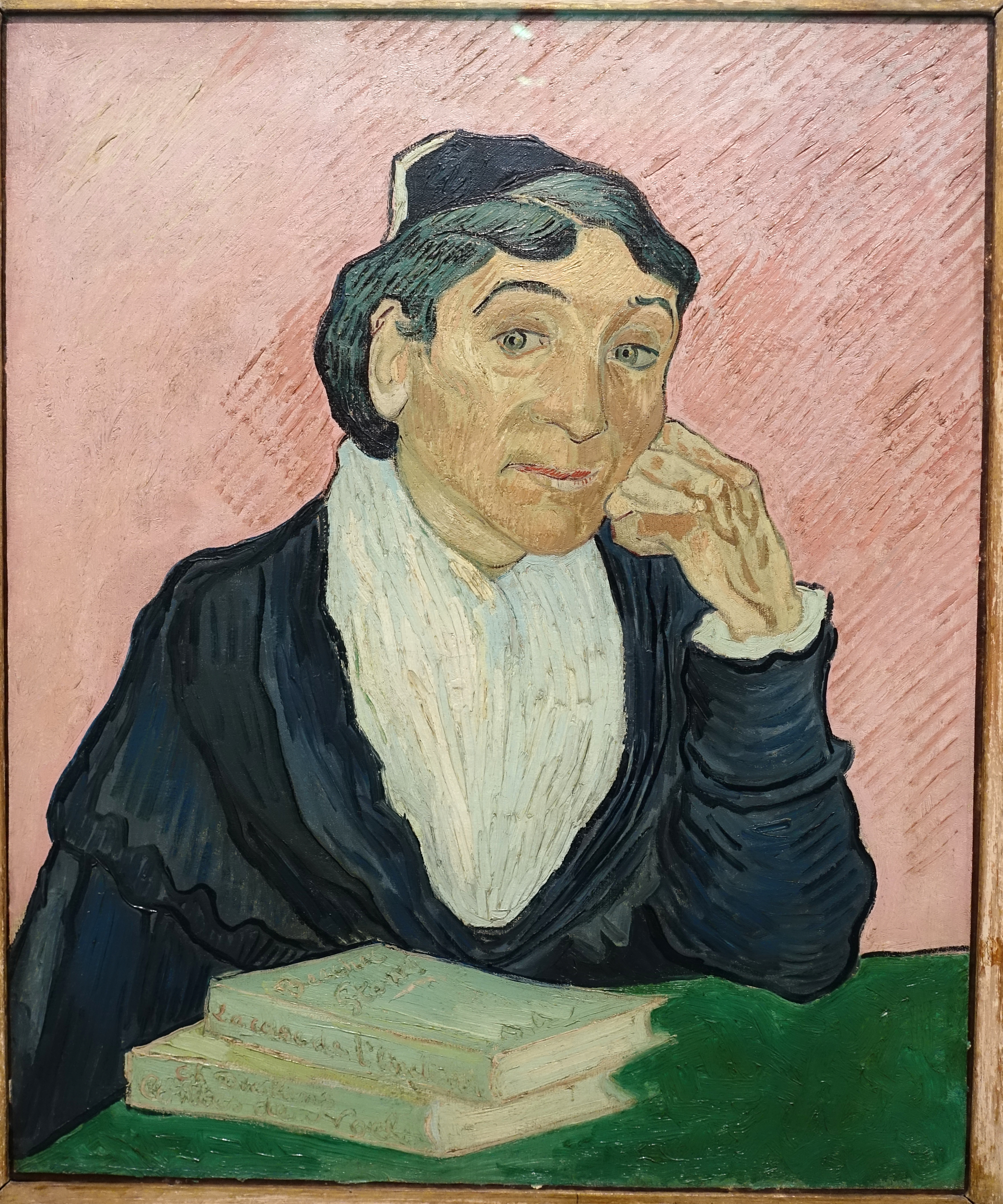
Вінсент Ван Гог, «Арлезіанка», 1890. Пігментний аналіз базується на роботі вчених Державного університету Лондріни в Бразилії. Вони застосували метод рентгенівської флуоресценції, щоб створити карти окремих пігментів по всій картині. Бірюзовий комір виконаний вірідіаном та свинцевими білилами.